# Fan Kexin
Fan Kexin (chiń. 范可新; ur. 19 września 1993 w Anda) – chińska łyżwiarka szybka specjalizująca się w short tracku, trzykrotna medalistka igrzysk olimpijskich, multimedalistka mistrzostw świata.
Trzykrotnie wystąpiła na zimowych igrzyskach olimpijskich. W 2014 roku podczas igrzysk w Soczi zdobyła srebrny medal olimpijski w biegu na 1000 m, zajęła piąte miejsce w biegu na 500 m i siódme w biegu sztafetowym. W sztafecie, w której wraz z nią pobiegły Li Jianrou, Liu Qiuhong i Zhou Yang, Chinki zostały zdyskwalifikowane w biegu finałowym. Cztery lata później na igrzyskach w Pjongczangu Fan Kexin zajęła ósme miejsce w biegu na 1500 m i siódme w sztafecie. Na zimowych igrzyskach olimpijskich w Pekinie wywalczyła złoty medal w konkurencji sztafety mieszanej oraz brązowy medal w konkurencji sztafety kobiecej.
W latach 2011–2019 zdobyła czternaście medali mistrzostw świata (dziesięć złotych, dwa srebrne i dwa brązowe), w 2011 roku srebrny medal drużynowych mistrzostw świata, w latach 2011–2017 trzy medale igrzysk azjatyckich (złoty i dwa srebrne), a w 2010 roku dwa srebrne medale mistrzostw świata juniorów.